# Marine Leleu
Marine Leleu née le 18 octobre 1991 à Nantes, est une athlète amateur, coach sportive, influenceuse, blogueuse et vidéaste ,,. Elle est principalement connue pour son activité dans le domaine du sport, en particulier en triathlon d'endurance . 
Elle participe en 2018 à l'Enduroman et devient la première Française à le terminer.

## Biographie
Marine Leleu pratique plusieurs sports dès le plus jeune âge, dont la natation, le tennis et la gymnastique artistique. Adolescente, elle est hospitalisée pendant une longue durée : quand elle est autorisée à reprendre le sport, elle décide d'en faire son métier. 
Après son bac ES en sport-études natation synchronisée, elle fait une école pour devenir professeur de fitness et coach à l'IRSS de Nantes. Elle obtient son diplôme en juin 2012 avant de déménager à Paris.   
En 2014, elle finit son premier marathon à Berlin. Adepte des épreuves loisirs, elle a remporté le Mud Day de Rennes en 2014[non pertinent] une course de 13 km. Elle court un half-Ironman à Aix-en-Provence en mai 2014. En novembre 2015, elle se fait connaître en participant à son premier Ironman en Floride. 
Passionnée de sport, particulièrement de course à pied, natation, vélo et de musculation . Elle se lance des défis et participe régulièrement à des marathons ou des Ironmans notamment celui de Nice en 2016[source insuffisante]. La nage est le point fort de Marine car elle pratiquait la natation synchronisée et la natation dans sa jeunesse à un niveau départemental.
Elle devient la première Française à réussir l'Enduroman entre Londres et Paris,. Au total, la coach sportive a parcouru 460 km, soit 144 km de course à pied entre Londres et Douvres à une vitesse de 6km/h de moyenne, 33 km de natation pour traverser la Manche et 290 km de vélo pour rallier Calais à Paris à une moyenne de 12,36 km/h (sans assistance électrique). Le record est battu en 2018 par Perrine Fages en 67 h, soit 3 h de moins que Marine Leleu, sur une épreuve qui comptabilise 37 participants depuis 2001,.
Le 26 août 2019, Marine Leleu prend le départ de la Tratopa. Le principe de la course est innovant : traverser la France de Lille à Montpellier (soit 700km) en 7 jours, chaque jour étant associé à un sport parmi : VTT, Kayak, Marche, Roller, Rosalie, Relais Trail et course d'obstacles.
En 2019 elle intervient durant la Journée de la femme digitale à Paris.

## Activité sur réseaux sociaux
Active sur les réseaux sociaux, elle partage au quotidien ses aventures notamment sur son compte Instagram ou sur sa chaîne Youtube . 
Elle intervient et participe à de nombreux salons sportifs comme celui du fitness ou du running,. Marine Leleu est également ambassadrice pour une marque de produit fitness .
Le 30 octobre 2018, elle dessine un requin bleu avec son itinéraire de course grâce à l'application Strava. Le dessin obtient des dizaines de milliers de vues sur YouTube et de likes sur Facebook et Instagram.

## Stylisme
En 2017, elle lance une ligne de chaussettes dépareillées sous le nom de l'entreprise Leleu Style.

## Controverses
Marine Leleu met en avant un patch appelé INITIV BIOLOGIE AUGMENTÉE pour soulager la douleur du dos sans actif médicamenteux mis en vente par Sanofi.
Il n'y a pas de preuves que des particules minérales puissent réfléchir les infrarouges suffisamment pour faciliter la récupération. Une autre étude n'a pas montré d'efficacité du patch pour la récupération.
L'information, mise en avant par le vidéaste G Milgram, est repris par d'autres médias.

## Participations
| Année | Marathon      | Ironman 70.3                        | Ironman       | Autres                   |
| ----- | ------------- | ----------------------------------- | ------------- | ------------------------ |
| 2019  | Paris Londres | Les Sables d'Olonne (natation+vélo) |               |                          |
| 2018  | Paris         |                                     |               | Enduroman (23 juin 2018) |
| 2017  | Paris Athènes | Majorque                            |               |                          |
| 2016  | Paris Chicago | Pays d'Aix                          | Nice          |                          |
| 2015  | Paris         | Pays d'Aix                          | Vichy Floride |                          |
| 2014  | Berlin        | Pays d'Aix                          |               |                          |

Elle a à son actif 9 marathons, 5 Half-Ironman et 3 Ironmanet 1 Enduroman.